# Kathedrale von Łowicz

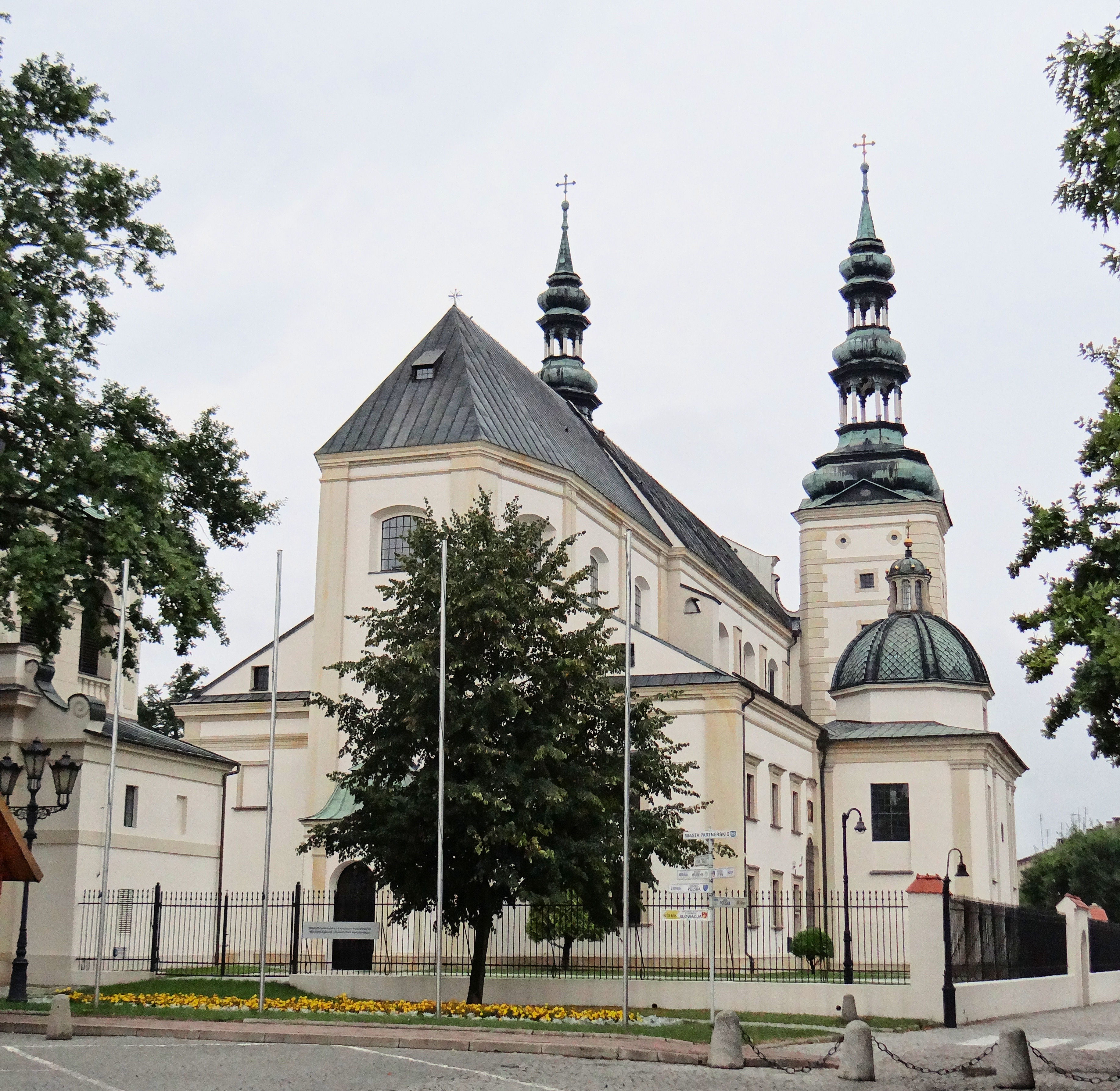
Außenansicht der Kathedrale

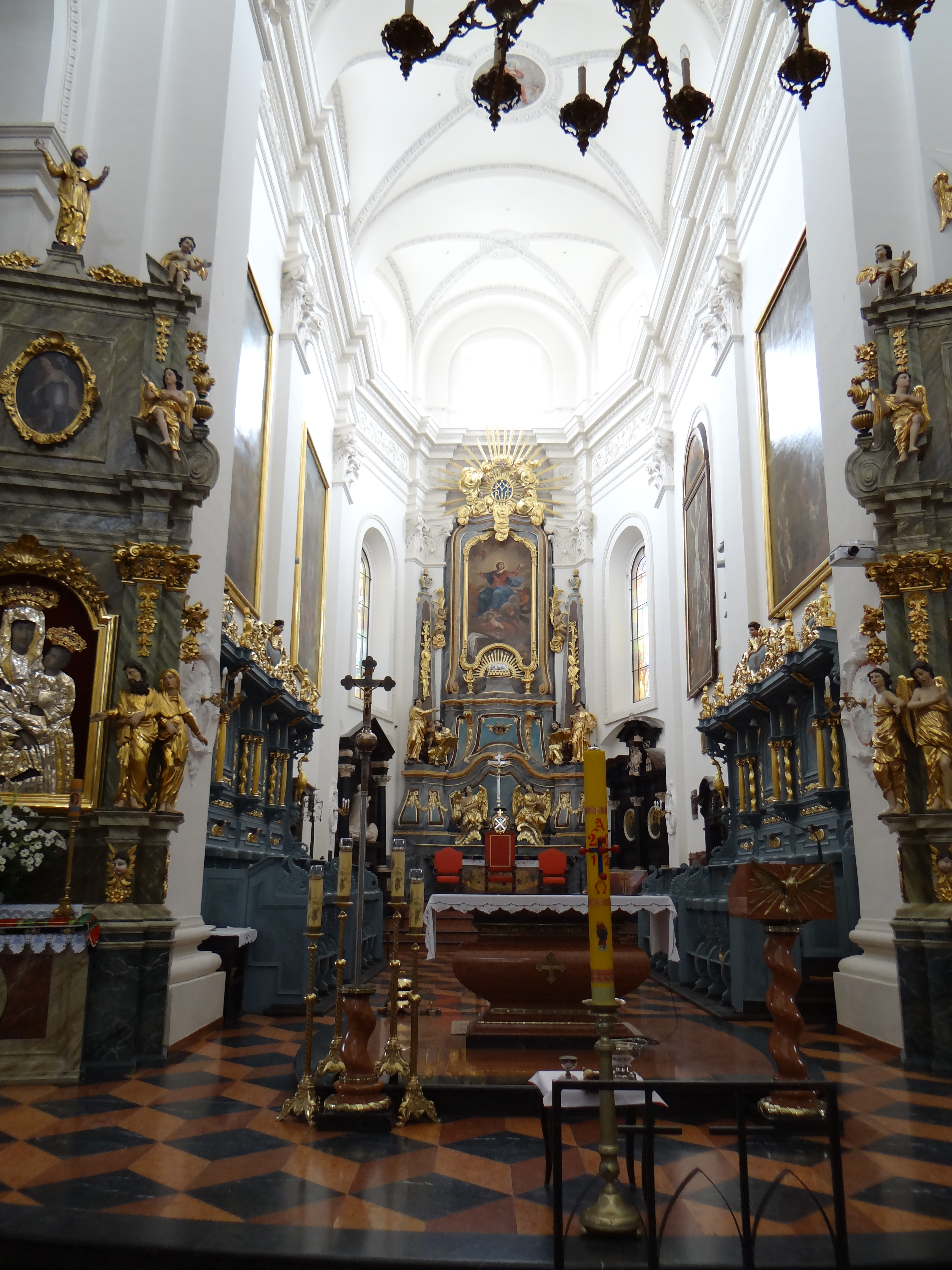
Innenraum

Die Kathedrale von Łowicz, auch Kathedralbasilika Mariä Himmelfahrt und St. Nikolaus (polnisch Bazylika katedralna Wniebowzięcia Najświętszej Maryi Panny i św. Mikołaja w Łowiczu), ist eine römisch-katholische Kirche in der Stadt Łowicz (deutsch Lowitsch) in der Woiwodschaft Łódź, Polen. Die Kathedrale des Bistums Łowicz stammt aus dem 17. Jahrhundert.

## Geschichte
Eine ursprüngliche Holzkirche wurde um 1100 wahrscheinlich unter Fürst Władysław Herman errichtet, später folgte eine gotische Backsteinkirche. Diese wurde am 25. April 1433 von Erzbischof Wojciech I. Jastrzębiec mit Gründung des Kollegialkapitels in den Rang einer Stiftskirche erhoben. Zu dieser Zeit wurde auch die erste Kolonie der Krakauer Akademie im Land gegründet. Im Jahr 1525 wurde die Kirche bei einem Brand beschädigt. 1625 begann Primas Henryk II. Firlej mit dem Umbau der Stiftskirche im Barockstil. Papst Urban VIII. bot Reliquien der hl. Victoria von Rom an, für den Kopf der Heiligen schuf Jan Szefler ein goldenes Reliquiar. Firlejs Arbeit wurde von Primas Maciej Łubieński fortgesetzt. Die neue Kirche wurde 1668 von Primas Mikołaj Prażmowski nach Plänen von Tomasz und Andrzej Poncino umgestaltet.
Die Kirche wurde während der Schlacht an der Bzura im Jahr 1939 schwer beschädigt. Nach dem Krieg wurde sie wiederaufgebaut. Am 25. März 1992 gründete Papst Johannes Paul II. das Bistum Łowicz und erhob die Kirche zur Kathedrale. Während seiner Apostolischen Reise besuchte der Papst Łowicz und verlieh der Kathedrale am 14. Juni 1999 zusätzlich den Titel einer Basilica minor. Am 13. November 2012 wurde das Gebäude in die Liste der historischen Denkmäler Pomnik historii aufgenommen.

## Architektur
Die geostete Kirche steht auf dem alten Marktplatz. Die Türme der Doppelturmfassade wurden noch im Stil der Spätrenaissance erbaut, die Fassade dazwischen wie auch die drei Kirchenschiffe im Barock auf einem etwa quadratische Grundriss. Daran schließt der Chor an, die Seitenschiffe sind mit einigen Kapellen mit reichdekorierten Altären umgeben. Die Decke wurde mit Fresken ausgemalt. Die Kirche ist Grablege für zwölf Erzbischöfe von Gnesen und Primaten von Polen, die hier bis zur Ersten Polnischen Republik ihren Hauptsitz hatten.